# Episactidae
Episactidae es una familia de insectos ortópteros celíferos. Se distribuye por Centroamérica, este de Asia y Madagascar.

## Géneros
Según Orthoptera Species File (31 mars 2010):
- Episactinae Burr, 1899
  -     - Episactus Burr, 1899
    - Gymnotettix Bruner, 1901
    - Lethus Rehn & Rehn, 1934
    - Paralethus Rowell & Perez-Gelabert, 2006
    - Pielomastax Chang, 1937
- Espagnolinae Rehn, & Rehn, 1939
  -     - Antillacris Rehn & Rehn, 1939
    - Espagnola Rehn & Rehn, 1939
    - Espagnoleta Perez-Gelabert, 2000
    - Espagnolopsis Perez-Gelabert, Hierro & Otte, 1997
    - Neibamastax Rowell & Perez-Gelabert, 2006
    - Tainacris Perez-Gelabert, Hierro, Dominici & Otte, 1997
    - †Paleomastacris Perez-Gelabert, Hierro, Dominici & Otte, 1997
- Miraculinae Bolívar, 1903
  - Heteromastacini Descamps, 1965
    - Heteromastax Descamps, 1965

  - Malagassini Rehn, & Rehn, 1945
    - Acronomastax Descamps, 1965
    - Malagassa Saussure, 1903
    - Rhabdomastax Descamps, 1969

  - Miraculini Bolívar, 1903
    - Miraculum Bolívar, 1903
    - Seyrigella Chopard, 1951
- Teicophryinae Rehn, & Rehn, 1939
  -     - Teicophrys Bruner, 1901